# Baglhólmur
Baglhólmur est un îlot des îles Féroé, situé au large du village de Víkarbyrgi sur la côte est de Suðuroy. Il est avec ses 0,8 hectare, il est le onzième plus grand îlot des îles Féroé.